# Phaonia diruta
Phaonia diruta är en tvåvingeart som först beskrevs av Stein 1898.  Phaonia diruta ingår i släktet Phaonia och familjen husflugor. Inga underarter finns listade i Catalogue of Life.